# Cedric Manhoef
Cedric Manhoef (Paramaribo, 19 april 1993) is een Surinaams thaibokser.

## Biografie
Manhoef werd geboren in Suriname en verhuisde naar Nederland, waar hij kickbokst in Hoofddorp en in Mike's Gym in Oostzaan van trainer Mike Passenier. Tijdens zijn eerste jaren, van 2011 tot en met 2013, kwam hij vooral in Nederland uit en won hij vrijwel alle partijen.
Tijdens internationale wedstrijden komt hij uit namens Suriname. Zijn bijnaam is Baas. In 2013 kwam hij uit tijdens het internationale Soema Na Basi IV Gala in de Anthony Nesty-sporthal in zijn geboortestad Paramaribo. Hier won hij van de Indonesiër Mika Tahitu.
Ook in 2014 en 2015 nam hij vooral deel aan wedstrijden in Nederland en af en toe in Duitsland. In 2016 was hij voor internationale wedstrijden in Rusland en was hij succesvol tijdens Kunlun-wedstrijden in China. In 2017 was hij opnieuw in China, maar zonder succes.

## Kampioenschappen
- 2013: Superkombat New Heroes kampioen middengewicht -71 kg
- 2015: WFL (World Fighting League) kampioen toernooi -70 kg
- 2016: Kunlun Fight World Max Group K kampioen toernooi